# Andreas Wank
Andreas Wank (Halle, 18 februari 1988) is een Duitse schansspringer. Hij vertegenwoordigde zijn vaderland op de Olympische Winterspelen 2010 in Vancouver en op de Olympische Winterspelen 2014 in Sotsji.

## Carrière
Wank maakte in december 2004 in Oberstdorf zijn wereldbekerdebuut, in januari 2007 scoorde hij in Oberstdorf zijn eerste wereldbekerpunten. In Zakopane werd de Duitser in 2008, zowel individueel als met het Duitse team, wereldkampioen bij de junioren. In december 2009 eindigde Wank voor de eerste maal in zijn carrière op het podium van een wereldbekerwedstrijd, een maand later stond de Duitser in Sapporo voor de eerste keer op het podium. Tijdens de Olympische Zomerspelen van 2010 in Vancouver eindigde hij als achtentwintigste op de grote schans, in de landenwedstrijd veroverde hij samen met Michael Neumayer, Martin Schmitt en Michael Uhrmann de zilveren medaille.
Op de wereldkampioenschappen skivliegen 2012 in Vikersund eindigde Wank als zeventiende, samen met Richard Freitag, Maximilian Mechler en Severin Freund sleepte hij de zilveren medaille in de wacht in de landenwedstrijd. In de zomer van 2012 behaalde Wank drie overwinningen in de Grand Prix schansspringen 2012 waardoor hij tevens de eindwinnaar werd van dit regelmatigheidsklassement. Bij het schansspringen op de Olympische Winterspelen 2014 won Andreas Wank namens Duitsland de gouden medaille in de landenwedstrijd.

## Resultaten

### Olympische Winterspelen
| Jaar | Plaats    | Resultaten                      |
| ---- | --------- | ------------------------------- |
| 2010 | Vancouver | 28e HS140 · Team HS140          |
| 2014 | Sotsji    | 11e normale schans · Team HS140 |

### Wereldkampioenschappen schansspringen
| Jaar | Plaats        | Resultaten                                                          |
| ---- | ------------- | ------------------------------------------------------------------- |
| 2013 | Val di Fiemme | 9e normale schans · 11e grote schans · landenwedstrijd grote schans |

### Wereldkampioenschappen skivliegen
| Jaar | Plaats          | Resultaten             |
| ---- | --------------- | ---------------------- |
| 2012 | Vikersund       | 17e HS225 · Team HS225 |
| 2016 | Bad Mitterndorf | 28e HS225              |

### Wereldkampioenschappen junioren
| Jaar | Plaats    | Resultaten                                           |
| ---- | --------- | ---------------------------------------------------- |
| 2002 | Schonach  | DNS normale schans                                   |
| 2005 | Rovaniemi | 24e normale schans 9e landenwedstrijd normale schans |
| 2006 | Kranj     | 18e normale schans 4e landenwedstrijd normale schans |
| 2007 | Tarvisio  | 8e normale schans 4e landenwedstrijd normale schans  |
| 2008 | Zakopane  | normale schans · landenwedstrijd normale schans      |

### Wereldbeker
Eindklasseringen
| Seizoen   | Algm | SV  | 4S  | NT  |
| --------- | ---- | --- | --- | --- |
| 2004/2005 | –    | –   | 71e | –   |
| 2005/2006 | –    | –   | 66e | –   |
| 2006/2007 | 87e  | –   | –   | –   |
| 2007/2008 | 71e  | –   | –   | 51e |
| 2008/2009 | 59e  | –   | 39e | –   |
| 2009/2010 | 21e  | 40e | 34e | 45e |
| 2010/2011 | 64e  | 59e | 50e |     |
| 2011/2012 | 22e  | 21e | 37e |     |
| 2012/2013 | 28e  | 41e | 26e |     |
| 2013/2014 | 34e  | 32e | 29e |     |
| 2014/2015 | 51e  | -   | 48e |     |
| 2015/2016 | 19e  | 28e | 10e |     |
| 2016/2017 | 35e  | 38e | 36e |     |
| 2017/2018 | 43e  | 41e | 52e |     |

Wereldbekerzeges
| Datum            | Plaats          | Schans                |
| Teamwedstrijden  | Teamwedstrijden | Teamwedstrijden       |
| ---------------- | --------------- | --------------------- |
| 9 maart 2013     | Lahti           | HS130 (teamwedstrijd) |
| 21 november 2015 | Klingenthal     | HS140 (teamwedstrijd) |
| 9 januari 2016   | Willingen       | HS145 (teamwedstrijd) |

### Grand-Prix
Eindklasseringen
| Jaar | Plaats |
| ---- | ------ |
| 2006 | 62e    |
| 2008 | 22e    |
| 2009 | 30e    |
| 2010 | 61e    |
| 2011 | 19e    |
| 2012 | Goud   |
| 2013 | 20e    |
| 2014 | 47e    |
| 2015 | 26e    |
| 2016 | 18e    |
| 2017 | 37e    |

Grand-Prixzeges
| Datum                   | Plaats                  | Schans                  |
| Individuele wedstrijden | Individuele wedstrijden | Individuele wedstrijden |
| ----------------------- | ----------------------- | ----------------------- |
| 19 augustus 2012        | Hinterzarten            | HS108                   |
| 25 augustus 2012        | Hakuba                  | HS131                   |
| 26 augustus 2012        | Hakuba                  | HS131                   |